# Aulocaroides
Aulocaroides is een geslacht van rechtvleugeligen uit de familie veldsprinkhanen (Acrididae). De wetenschappelijke naam van dit geslacht is voor het eerst geldig gepubliceerd in 1913 door F. Werner.

## Soorten
Het geslacht Aulocaroides omvat de volgende soorten:
- Aulocaroides capicolus Dirsh, 1956
- Aulocaroides leroii Werner, 1913
- Aulocaroides nigericus Dirsh, 1949